# アンドレイ・ズビャギンツェフ
アンドレイ・ペトローヴィチ・ズビャギンツェフ （露：Андрей Петрович Звягинцев, 英：Andrey Petrovich Zvyagintsev, 1964年2月6日 - ） は、ロシアの映画監督・脚本家・俳優。

## 来歴
1964年2月6日、旧ソ連のノヴォシビルスクで生まれた。1984年に同地の演劇学校を卒業。その後は地方の劇場で舞台俳優として活躍。その後、1986年にモスクワに移住し、映画出演のために多くのオーディションを受けたが、テレビのエキストラを得るのが精一杯の状況であった。しかし、友人の伝で2000年にテレビシリーズ『Чёрная комната»』の一話の演出を手がけるチャンスを得て、その手腕が高く評価された。
2003年、初の長編『父、帰る』を発表。第60回ヴェネツィア国際映画祭で金獅子賞とルイジ・デ・ラウレンティス賞を受賞した。2007年にはウィリアム・サローヤンの小説を原作に、2作目となる『ヴェラの祈り』を発表。第60回カンヌ国際映画祭のコンペティション部門に出品され、コンスタンチン・ラヴロネンコに同映画祭男優賞をもたらした。
2011年には3作目となる『エレナの惑い』を発表し、第64回カンヌ国際映画祭のある視点部門で審査員特別賞を受賞した。2014年には4作目の『裁かれるは善人のみ』を発表。第67回カンヌ国際映画祭で脚本賞を受賞した。また、第72回ゴールデングローブ賞の外国語映画賞を受賞し、第87回アカデミー賞の外国語映画賞にもノミネートされた。

## 監督作品

### 長編
- 父、帰る Возвращение （2003年）
- ヴェラの祈り Изгнание （2007年）
- エレナの惑い Елена （2011年）
- 裁かれるは善人のみ Левиафан （2014年）
- ラブレス Нелюбовь （2017年）

### 短編
- Бусидо （2000年） テレビシリーズ『Чёрная комната』の一話
- Апокриф （2009年）
- Тайна （2011年）